# Jagdgeschwader 135
A Jagdgeschwader 135 foi uma asa de caças da Luftwaffe, durante a Alemanha Nazi. Foi formada no dia 1 de abril de 1937 em Bad Aibling. No dia 1 de novembro de 1938 a unidade foi redesignada I./JG 233.

## Comandantes
- Major Max Ibel, 1 de abril de 1937 - 1 de novembro de 1938[1]

## Aeronaves
- Heinkel He 51[1]
- Arado Ar 68[1][3]
- Messerschmitt Bf 109[1]